# Till We End The Day
「Till We End The Day」（ティル・ウィー・エンド・ザ・デイ）は、Do As Infinityの楽曲。矢内景子が作詞、ZENTAが作曲を担当している。同バンドの配信限定シングルとして2024年9月29日にavex traxより各種音楽配信サービスにて配信が開始された。

## 概要
デジタルシングルとしては、前作「紡ぎ」以来、約1年2月半ぶりのリリースとなる。バンド結成25周年の記念日にリリースされた。
本曲は、ゲームアプリ『ラングリッサー モバイル』の6周年テーマソングに使用された。公式発表では、「「冒険者たち」や「君がいない未来」などと並ぶ新たなDo Asの代表的ロックナンバー」と評されている。
2024年10月6日、昭和女子大学人見記念講堂にて開催された25周年ライブ『Do As Infinity 25th Anniversary LIVE in TOKYO』で本曲が初披露された

## シングル収録内容
| #  | タイトル                | 作詞        | 作曲・編曲 | 時間 |
| -- | ----------------------- | ----------- | ---------- | ---- |
| 1. | 「Till We End The Day」 | Keiko Yanai | ZENTA      | 4:25 |